# 機動戦士ガンダムSEED (PlayStation 2)
『機動戦士ガンダムSEED』（きどうせんしガンダムシード、MOBILE SUIT GUNDAM SEED）は、同名のアニメ作品を原作とする、バンダイより2003年7月31日に発売されたPlayStation 2用アクションゲーム。

## 概要
TVアニメ『機動戦士ガンダムSEED』の原作ストーリーを、主人公キラ・ヤマトの視点で追体験できる。パッケージ、ゲーム中のキャラクターのカットインなどのイラストは、完全描き下ろし。戦闘中の要所要所では、登場キャラクターによる声がフルボイスで入る。
本来はPS1向けに開発されたが、完成後急遽PS2専用ソフトととして発売されることが決まった。よって、PS2専用ソフトとしては稀な、CD-ROMソフトである。
アニメ本編が放送中、完結していない時期で開発、発売されたため、アニメ本編でいう所の、第35話のアラスカの戦いを最後にストーリーが終わり、未完のままゲームが終了する。

## システム
戦闘シーンでは、全角度から迫る敵を自動でサーチしロックオンする「ニューロポインター」機能を利用し、3D空間を舞台に派手で豪快な3Dスクロールアクションが繰り広げられる。さらに敵MSを格闘や武器で直接倒すベルトスクロール格闘アクションもシームレスで繰り広げられ、2Dと3Dの複合システムとなっている。

## 登場キャラクター
- キラ・ヤマト
- アスラン・ザラ
- フレイ・アルスター
- マリュー・ラミアス
- ナタル・バジルール
- ニコル・アマルフィ
- ディアッカ・エルスマン
- アンドリュー・バルトフェルド
- ラクス・クライン
- ラウ・ル・クルーゼ
- カガリ・ユラ・アスハ

## 登場MS
- ストライクガンダム
- イージスガンダム
- デュエルガンダム
- バスターガンダム
- ブリッツガンダム
- フリーダムガンダム
- ジャスティスガンダム